# Tirannosauro (videogioco)
Tirannosauro (3D Monster Maze) è un videogioco per l'home computer britannico Sinclair ZX81, pubblicato almeno dal gennaio del 1982. Venne sviluppato dalla J.K. Greye Software e distribuito unicamente in Europa. 
È il primo videogioco di genere survival horror ed è uno dei primi videogiochi in prima persona e in 3D per home computer, anche se in realtà è un "falso 3D", non esistendo ancora la grafica poligonale. La tecnica utilizzata è una disposizione dei pixel che dà l'impressione di muoversi in un ambiente tridimensionale.  
La grafica è in bianco e nero poiché lo ZX81 non supporta la gestione dei colori. Non è presente alcun effetto sonoro.

## Modalità di gioco
Dopo l'avvio del gioco e la scelta della velocità (e quindi difficoltà), un imbonitore da fiera spiegherà la situazione al videogiocatore, nonché i comandi. 
Lo scopo di Tirannosauro è trovare l'uscita all'interno di un labirinto tridimensionale con generazione casuale a ogni partita e nel frattempo evitare di essere trovati e divorati da Rex, l'antagonista, ossia un inquietante Tyrannosaurus rex. Non è possibile in alcun modo difendersi dal mostro e scappare è l'unica opzione per non essere uccisi.
Il giocatore corre sempre lungo la linea centrale del corridoio e guarda solo nella direzione corrente, con visuale in prima persona.
Una parte dello schermo è riservata al conteggio del punteggio, mentre un messaggio di stato di una riga si sovrappone occasionalmente alla parte inferiore della visualizzazione grafica.
L'edizione ufficiale italiana ha il testo completamente tradotto.
Appaiono dei messaggi che avvisano il giocatore delle azioni di Rex, ad esempio se si sta avvicinando oppure se è dietro di lui. Durante la ricerca dell'uscita, l'avanzare del punteggio (posizionato a destra dello schermo) indicherà che la direzione è corretta. Una volta trovata la via di fuga, si dovrà ripetere un altro labirinto, ma partendo con il punteggio ottenuto nel precedente. A ogni passo compiuto verso la giusta direzione sono 5 punti; 200 se si trova l'uscita. Lo scopo è accumulare quanti più punti possibili, sopravvivendo di volta in volta a ogni labirinto. Se si viene divorati da Rex, si può scegliere se ritentare (partendo ovviamente con 0 punti) o uscire dal gioco. Se si usa una versione piratata, una volta uccisi da Rex apparirà la scritta "THIEF" (LADRO) e per riprovare è necessario riavviare il computer.

## Tecnologia

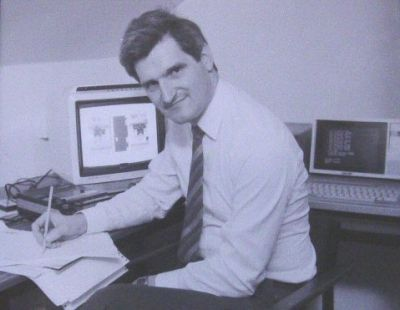
Malcolm Evans, programmatore del gioco

Il gioco utilizza un labirinto di 18 celle per 16 che viene generato in modo casuale. La vista grafica, animata in tempo reale a circa 6 fotogrammi al secondo, è composta da caratteri in bianco e nero di 8×8 pixel, quindi la vista è approssimativamente quadrata, occupando un'area di 25×24 sullo schermo di testo di 32×24. La risoluzione dei sotto-caratteri del set di caratteri pseudo-grafici dello ZX81 raddoppia la risoluzione in ogni dimensione (rendendo la visualizzazione composta da 50×48). 
L'uso dei 6 pseudogrammi con un modello di dithering ha permesso all'autore del gioco di incorporare un terzo colore (grigio) nell'immagine in bianco e nero.

## Eredità
3D Monster Maze è il primo videogioco di genere survival horror ed è spesso indicato anche come uno dei primi videogiochi in 3D e in prima persona per home computer (titoli precedenti come Maze War del 1973 erano usciti per sistemi più potenti).
Nei decenni successivi sono stati realizzati innumerevoli remake amatoriali del titolo, come 3D Monster Maze del 2002 per Windows e varie versioni per ZX Spectrum.